# موتور دلمراد (دلغان)
موتور دلمراد (بالفارسية: موتور دلمراد) هي منطقة سكنية تقع في سيستان وبلوتشستان في إيران. يقدر عدد سكانها بـ 84 نسمة .